# Кхаграчхари
Кхаграчхари (бенг. খাগড়াছড়ি) — город на юго-востоке Бангладеш, административный центр одноимённого округа. Основан в 1860 году. Площадь города равна 67,99  км². По данным переписи 2001 года, в городе проживало 39 654 человека, из которых мужчины составляли 57,20 %, женщины — соответственно 42,80 %. Плотность населения равнялась 583 чел. на 1 км². Уровень грамотности взрослого населения составлял 50,3 % (при среднем по Бангладеш показателе 43,1 %).